# Make-up

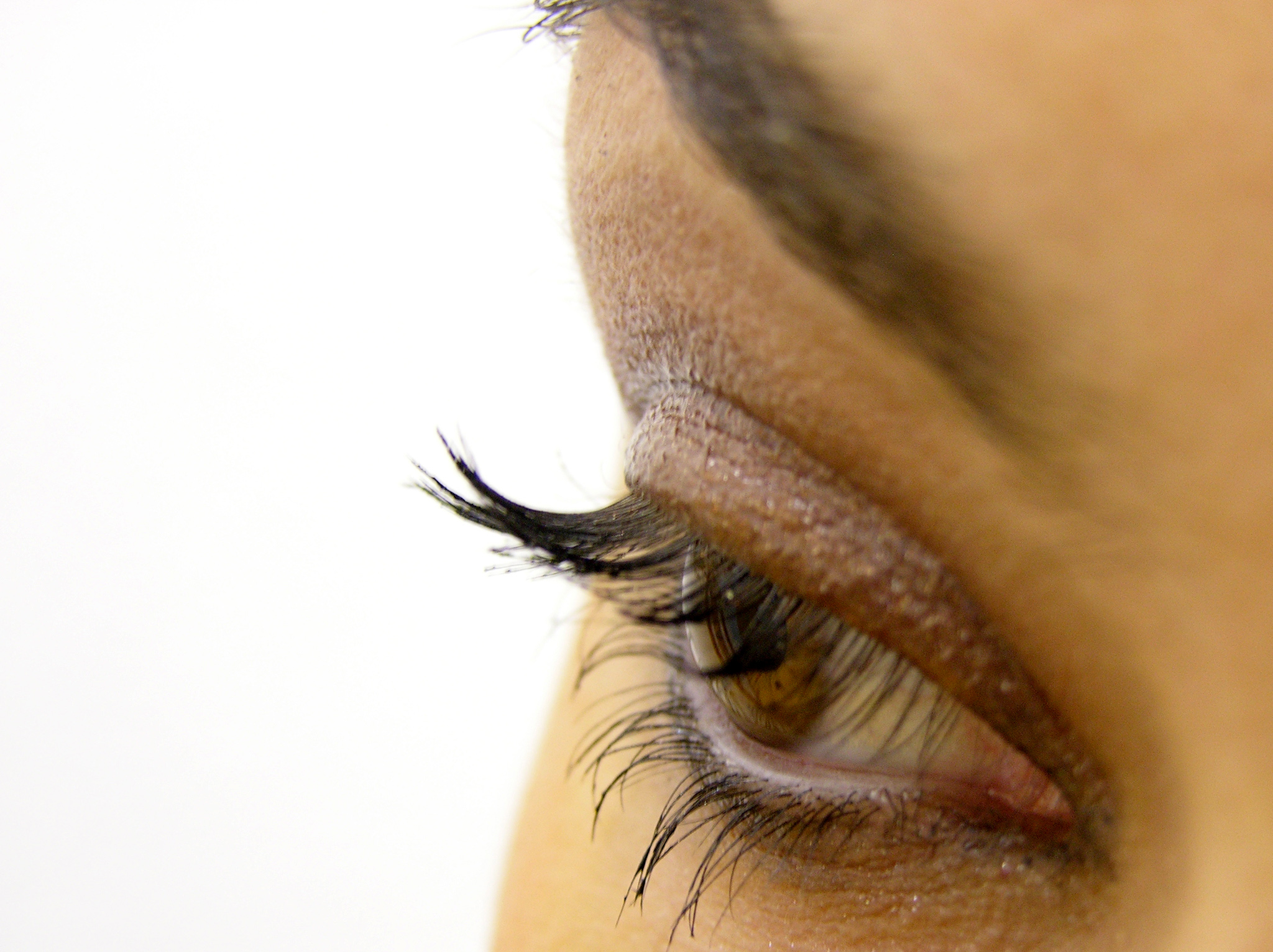
Oogmake-up

Make-up (spreek uit: meek-up; soms ook decoratieve cosmetica genoemd) zijn verschillende middelen die worden gebruikt om het uiterlijk van een gezicht bepaalde accenten te geven. Deze procedure heet "zich opmaken". Het gebruik ervan dateert reeds uit de oudheid; zo was het al bekend ten tijde van Cleopatra. Het is wijdverbreid, vooral onder vrouwen in westerse landen. 
Het woord make-up is ontleend aan het Engels en betekent in het Nederlands letterlijk vertaald "opmaak"/"opmaken" of "vormen/vormgeven".

## Geschiedenis

### Oudheid
Make-up wordt voor het eerst vermeld in de geschriften in de tijd van het Oude Egypte, alwaar men nog gebruik maakte van henna, gele en rode oker, kopersulfaat, grafiet, malachiet en andere puur natuurlijke producten vermengd met olie en/of water om de substantie aan te kunnen brengen op het gelaat (en soms ook andere lichaamsdelen). Bekend is dat Griekse vrouwen kersensap op hun lippen smeerden. De werking hiervan was vergelijkbaar met moderne lippenstift. 
Ook in de Chinese oudheid wist men een vorm van make-up te gebruiken; de concubines van de keizer gebruikten krijt, kalk en cyanide om hun gezicht onnatuurlijk wit te kleuren.

### Middeleeuwen
In de Middeleeuwen tijdens het ontstaan van de alchemie is men gaan experimenteren met chemische middelen of elementen die werden gewonnen uit de natuur door middel van de alchemie. Vaak kende men (terecht of onterecht) allerlei geneeskrachtige functies toe aan vaak vrij simpele producten. Een bekend voorbeeld zijn de "gezichtscrèmes" die toentertijd niets meer waren dan ingedikte oliën.

### Achttiende en negentiende eeuw
In de 18e eeuw in de zogenaamde pruikentijd, gebruikten vrouwen en mannen van adel make-up, vooral witte poeder en rouge. Een bleek gezicht was namelijk een teken dat iemand niet vaak buiten kwam, dus geen zware arbeid hoefde te verrichten en daarom wel van goede komaf moest zijn. Daarentegen werden vrouwen uit lagere sociale klassen vaak als een prostituee gezien wanneer zij make-up droegen.
Rond dezelfde tijd in Japan droegen geisha's lippenstift van vermalen saffloer-bloemblaadjes. Ook werden hiermee de wenkbrauwen en de ooghoeken gedaan. Staafjes van bintsuke-wax, een zachtere versie van de haarwax die sumoworstelaars gebruiken, werden door de geisha's gebruikt als basismake-up. Witte pasta en poeder kleurden het gezicht, rouge omcirkelde de ogen en definieerde de neus meer.
In de negentiende eeuw verklaarde koningin Victoria dat make-up onbeleefd is. Men zag het als een vulgair iets, dat alleen werd gebruikt door prostituees en acteurs.
Vanaf de tweede helft van de negentiende eeuw maakte make-up echter een ware revolutie door. Door het gebruik van natuurlijke producten als plantenextracten en (chemische) kleurstoffen kon men producten maken die toepasbaar zijn op bijna elk lichaamsdeel.

### Twintigste eeuw
In de jaren 1930 en 1940 werd make-up in Europa algemeen geaccepteerd, behalve in nazi-Duitsland, waar het als decadent werd gezien. Het was niet verboden, maar er werd propaganda tegen gemaakt: "Die deutsche Frau schminkt sich nicht".

### 21ste eeuw
In 2014 ontstond de trend om geen make-up te dragen, toen sterren selfies zonder make-up op het internet gingen plaatsen om fondsen te werven voor kankeronderzoek. Een van de boegbeelden van deze puur-natuurbeweging is de zangeres Alicia Keys.

## Functies en toepassingen
Moderne make-up kent meerdere functies en toepassingen. In het algemeen simuleert het de jeugdigheid, gezondheid en, tot op een bepaalde hoogte camoufleert het vermoeidheidsverschijnselen. Belangrijke technieken hiervoor zijn het verhullen (verbergen van (lelijke) in het oog vallende oneffenheden) en het accentueren (het naar voren brengen van gelaatstrekken) van plekken in vooral het gezicht. Daarnaast wordt het als seksueel aantrekkelijk ervaren, echter niet door iedereen, onder andere afhankelijk van de cultuur en subcultuur. Vooral lippenstift heeft deze functie. Make-up is tevens sterk onderhevig aan het heersende modebeeld. Make-up speelt een rol in alle pornofilms.
In de toneelwereld gebruikt men make-up (hier beter bekend als schmink), in de kunst van de grime. Het wordt ook gebruikt door visagisten bij fotoshoots, de televisie en in de film. De belangrijkste reden hiervoor is om de effecten van het felle licht tegen te gaan, vooral door het gebruik van poeder. Deze zorgt ervoor dat de huid er niet glimmend meer uitziet. De menselijke huid is namelijk van nature vettig en reflecteert licht. Daarnaast wordt hier ook de grime ingezet om de kunst van de visuele transformatie uit te voeren.
Niet alle producten worden voor elke toepassing en functie gebruikt.

## Vormen en kleuren

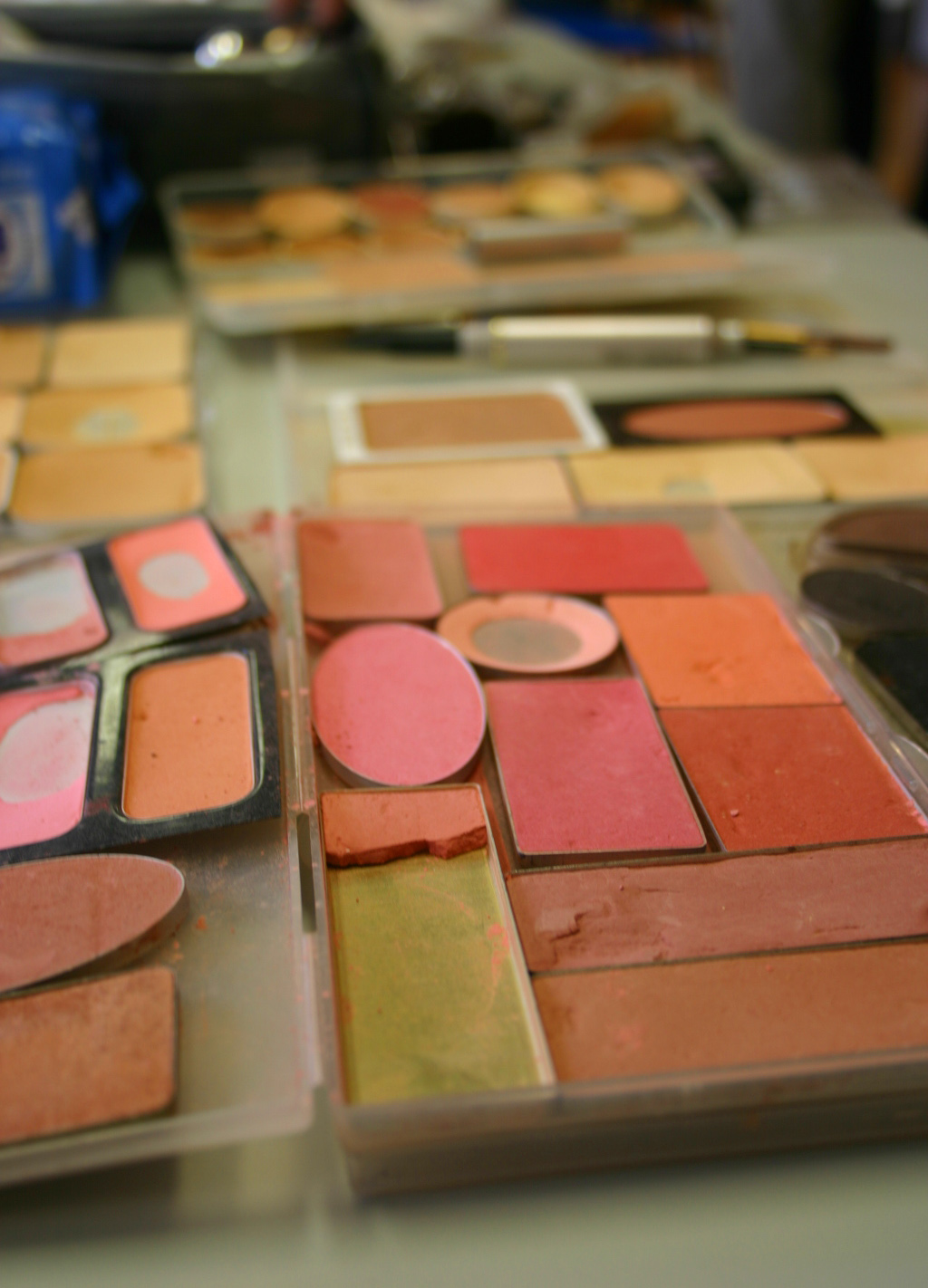
Make-up

Make-up is verkrijgbaar in veel vormen en kleuren. Deze zijn in de loop van de geschiedenis in vele varianten op de markt verschenen. De belangrijkste vormen zijn:
- Voor het gezicht:
  - Poeder
  - Foundation
  - Primer
  - Settingspray
  - Concealer
  - Contour
- Voor de wangen:
  - Blush
  - Highlighter
  - Bronzer
- Voor de lippen:
  - Lippenstift
  - Lipgloss
  - Lippotlood
  - Lippenbalsem
- Voor de ogen:
  - Mascara
  - Eyeliner en oogpotlood
  - Oogschaduw
  - Wenkbrauwproducten
- Voor de handen en nagels:
  - Nagellak
  - Henna

## Productie, ontwikkeling en dierproeven
De make-upindustrie wordt gedomineerd door multinationale ondernemingen, die allemaal zijn ontstaan in de twintigste eeuw. Enkele bekende merken zijn Rimmel London, L'Oréal, Max Factor, Estée Lauder, Revlon, Goldenrose, Maybelline, Lancôme, Essence en MAC.
Voor het ontwikkelen van make-up wordt gebruikgemaakt van allerlei grondstoffen. Deze grondstoffen kunnen zowel natuurlijk, dierlijk of plantaardig, als van chemische samenstelling zijn. De ingrediënten, halfproducten en eindproducten worden vaak getest door middel van dierproeven. Omdat vooral de grotere merken steeds nieuwe producten bedenken, vonden hier de meeste dierproeven plaats. In de Europese Unie is het sinds 2004 verboden om dierproeven uit te voeren met cosmetica omdat er voldoende alternatieven zijn, maar in o.a. Frankrijk is het in enkele gevallen nog wel toegestaan. Ook cosmetica die buiten de EU gemaakt zijn kunnen op dieren zijn getest. Sinds een uitspraak van het Europese Hof van Justitie in september 2016 mogen ook die niet meer verkocht worden in de EU. Sinds de nieuwe wetgeving komen er nieuwe merken op die afzien van dierlijke ingrediënten en dierproeven, zoals het Engelse Lush en het Duitse Essence, en bestaande merken ontwikkelen aparte lijnen om tegemoet te komen aan de toegenomen vraag vegan en dierproefvrije cosmetica.